# آتسوشی (نوازنده)
آتسوشی (انگلیسی: Atsushi؛ زادهٔ ۳۰ آوریل ۱۹۸۰) خوانندگی، ترانه‌پرداز اهل ژاپن است. وی از سال ۲۰۰۱ میلادی تاکنون مشغول فعالیت بوده‌است.